# Read the fucking manual

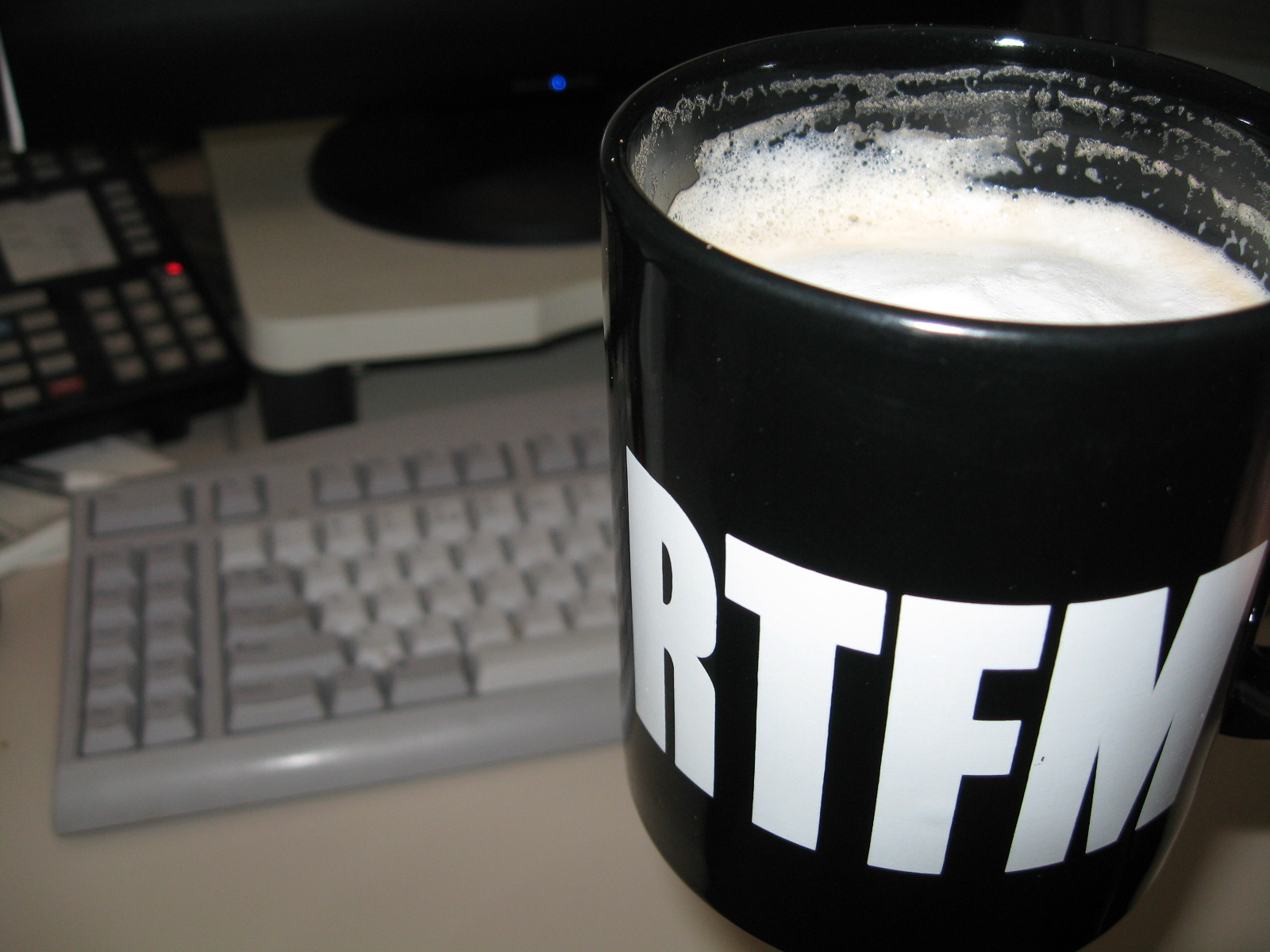
Koffiebeker met de letters RTFM.

Read the fucking manual (vaak afgekort als RTFM; Nederlands: Lees verdomme de handleiding) is een uitdrukking die regelmatig wordt gebruikt op fora en in nieuwsgroepen op internet om een vragensteller duidelijk te maken dat hij of zij beter eerst de handleiding had kunnen lezen. De term wordt vooral gebruikt als gebruikers van een computerprogramma of -spel aan anderen een vraag stellen die in de handleiding wordt beantwoord. Men kan de afkorting ook positiever opvatten als 'Read the FINE/FRIENDLY manual'.